# مارک هانی‌ول
مارک هانی‌ول (به انگلیسی: Mark Honeywell) (زاده ۲۹ دسامبر ۱۸۷۴ - درگذشته سپتامبر ۱۹۶۴) کارآفرین، صنعت‌گر و مدیر ارشد اجرایی آمریکایی بود، که در سال ۱۹۰۶ شرکت هانی‌ول را تأسیس نمود.